# Станнид стронция
Станнид стронция — бинарное интерметаллическое неорганическое соединение
стронция и олова
с формулой SrSn,
кристаллы.

## Получение
- Сплавление стехиометрических количеств чистых веществ:

{\displaystyle {\mathsf {Sr+Sn\ {\xrightarrow {1140^{o}C}}\ SrSn}}}

## Физические свойства
Станнид стронция образует кристаллы
ромбической сингонии,
( по другим данным моноклинной сингонии, пространственная группа C mcm),
параметры ячейки a = 0,504 нм, b = 1,204 нм, c = 0,449 нм, Z = 4,
структура типа борида хрома CrB
.
При температуре 870°C в соединении происходит фазовый переход.
Соединение конгруэнтно плавится при температуре 1140°C .